# グーグル爆弾
グーグル爆弾（ぐーぐるばくだん、英: Google bomb）は、サジェスト汚染の一種で、グーグルの検索結果に影響を与えようとする試みのことである。
グーグルのサーチエンジンのアルゴリズムが原因で、複数のサイトが同一のアンカーテキストを用いてあるページにリンクを貼ると、そのページは検索結果がより上位になる。多数のサイトがこれを行うとグーグル爆弾と呼ばれる。

## 歴史
『more evil than Satan himself（サタンよりも邪悪なもの）』と検索すると、マイクロソフト社のホームページがトップに表示された事件から、グーグル爆弾は広く知られるようになった。ちなみに、このマイクロソフトグーグル爆弾を仕掛けたのは自分であると多くの人が主張したが、どれも立証されていない。
2000年の9月、作成者の明らかなグーグル爆弾が初めて作られた。
ヒュージディスクメンズマガジンという現在は存在しないオンラインユーモアマガジンが、『dumb motherfucker（愚鈍な糞ったれ）』という言葉と、ジョージ・W・ブッシュに関係する商品をリンクした。グーグルはこの言葉で検索すると、プロ・ブッシュ・オンラインストアのトップを表示した。
ヒュージディスクは同様の低俗な言葉をアル・ゴアのサイトにリンクしようともしたが、失敗している。
ある程度このグーグル爆弾が一般に知られるようになって、ブッシュに関連する商品の販売サイトは、弁護士を雇ってヒュージディスクにグーグル爆弾をやめさせた。
2001年の4月6日、アダム・マシーズは、uber.nuというオンラインマガジンの記事でグーグル爆弾という言葉を初めてつくったとされている。
記事の中でマシーズは、仲間のブロガーを誘って『才能のないハック』という検索ワードを、彼の友人であるアンディ・プレスマンのウェブサイトを結びつけた方法の詳細を記述した。
もっともアルキメデス・プルトニウムが『検索エンジン爆弾』という言葉をUsenetではじめて使ったのは1997年である。